# CP-Baureihe 4000
Die CP-Baureihe 4000 sind mit Neigetechnik ausgerüstete, breitspurige Hochgeschwindigkeitstriebzüge der portugiesischen Eisenbahngesellschaft Comboios de Portugal. Sie verkehren unter der Marke Alfa Pendular der CP Longo Curso.
1996 beschloss die portugiesische Staatseisenbahn, die bisher mit lokbespannten Reisezügen bediente Schnellverbindung Alfa zwischen den Metropolen Lissabon und Porto mit Hochgeschwindigkeitszügen auszustatten. Den Auftrag über zehn Einheiten erhielt ein Konsortium der Unternehmen Fiat Ferroviaria (heute Alstom), Siemens Mobility und ADtranz. Die Wagen wurden vom italienischen ETR 460 abgeleitet und im Lissabonner Vorort Amadora gebaut. Am 1. Juli 1999 wurde die erste Einheit in Dienst gestellt, sie war damit der erste Hochgeschwindigkeitszug für die iberische Breitspur von 1668 mm.
Anfangs konnte die Höchstgeschwindigkeit der Triebzüge von 220 km/h nicht ausgefahren werden, da Ober- und Unterbau sowie die Sicherungstechnik der befahrenen Linha do Norte nicht dafür ausgelegt waren. Die Züge verkehrten deshalb nur mit 160 km/h. Zunächst verkehrten sie lediglich zwischen Lissabon-Santa Apolónia und Porto-Campanhã. Später verlängerte die CP diese Linie bis nach Braga und richtete eine zweite zwischen Lissabon und Faro an der Algarve ein.